# Salesforce Tower
A Salesforce Tower, anteriormente conhecida como Transbay Tower, é um arranha-céu de 61 andares e 326 m (1070 ft), localizado em São Francisco, Califórnia. Situa-se na 415 Mission Street. A Torre Salesforce é a peça central do plano de reconstrução do Transbay de São Francisco. O plano contém uma mistura de uso de escritório, transporte, varejo e uso residencial. É o maior edifício da cidade de São Francisco. Com uma altura superior do telhado de 296 m (970 ft) e uma altura total de 326 m (1.070 pés), é o segundo edifício mais alto a oeste do Rio Mississippi após o Wilshire Grand Center, em Los Angeles.

## História
A desenvolvedora Hines, com uma proposta do arquiteto César Pelli, foi selecionado como vencedor de uma competição global em 2007 para autorizar e comprar o local. Um jurado de sete membros de especialistas em desenvolvimento reunido pela Transbay Joint Powers Authority (TJPA) selecionou a Hines sobre as propostas da Forest City Enterprises e do arquiteto Richard Rogers; e da Rockefeller Development Group Corp. e da Skidmore Owings & Merrill. Em 2012, a Boston Properties adquiriu uma participação de 50% no projeto e, em 2013, adquiriu a maior parte do interesse restante da Hines para se tornar 95% de proprietários do projeto.
O local da torre estava em uma área em ruínas, anteriormente utilizada como entrada no térreo do Terminal Transbay de São Francisco, que foi demolida em 2011. O TJPA vendeu o pacote para a  Boston Properties e Hines por 192 milhões de dólares. O cerimonial inovador para a nova torre ocorreu em 27 de março de 2013. O trabalho de construção de baixo nível atual começou no final de 2013. O projeto é uma joint venture entre empreiteiros gerais Clark Construction e Hathaway Dinwiddie Construction.
A Salesforce Tower está localizada perto do cais de San Francisco, uma área propensa a terremotos. Para explicar esse risco sísmico, a torre usa um design avançado que é modelado para resistir aos terremotos mais fortes esperados na região.
O desenvolvimento foi originalmente contratado em "especificações", o que significa que o proprietário do desenvolvedor não possuía um arrendamento principal de inquilino previamente garantido (sendo assim um desenvolvimento especulativo). Em 11 de abril de 2014, a Salesforce.com anunciou que assinou um contrato de locação de 66.300 m² nos andares 1, 3-30 e 61 para tornar-se o inquilino âncora do edifício. Anteriormente conhecido como a Transbay Tower, o edifício foi renomeado como Salesforce Tower. O arrendamento foi avaliado em 560 milhões de dólares em 15 anos e meio a partir de 2017.
Espera-se que a torre seja concluída em 2018 e terá 61 andares, com uma coroa decorativa de 326 m (1.070 pés). A proposta original previa uma torre de 370 m (1.200 pés), mas a altura foi reduzida. Será o prédio mais alto de São Francisco, superando a Transamerica Pyramid em mais de 61 m (200 pés). Espera-se que a torre se torne o segundo edifício mais alto do oeste dos Estados Unidos.

## Cultura popular
A primeira aparição da Salesforce Tower em um filme foi na animação de 2014 Big Hero 6. Embora o edifício ainda estivesse em construção quando o filme foi lançado, apareceu como uma torre completa.
No jogo de videogame, Watch Dogs 2, da Ubisoft, a torre também pode ser vista completa, embora o videogame tenha sido lançado em 2016, enquanto o prédio ainda estava em construção.